# 初霜 (初春型駆逐艦)
| InsertCaptionHere  | |
| 艦歴               | |
| 発注               | ①計画                                                                                                   |
| 起工               | 1933年1月31日                                                                                           |
| 進水               | 1933年11月4日                                                                                           |
| 就役               | 1934年9月27日                                                                                           |
| その後             | 1945年7月30日戦没                                                                                       |
| 除籍               | 1945年9月30日                                                                                           |
| 性能諸元（計画時） | |
| 排水量             | 基準：1,400t 公試：1,680t                                                                               |
| 全長               | 109.5m                                                                                                  |
| 全幅               | 10.0m                                                                                                   |
| 吃水               | 3.5m |
| 主缶               | ロ号艦本式缶3基                                                                                         |
| 主機               | オール・ギアードタービン2基2軸42,000hp                                                                  |
| 最大速力           | 36.5ノット                                                                                              |
| 兵員               | 205名                                                                                                   |
| 兵装               | 50口径12.7cm連装砲2基4門 同単装砲1基1門 40mm単装機銃2基2挺 61cm3連装魚雷発射管3基9門 （八年式魚雷18本） |

初霜（はつしも）は、大日本帝国海軍の駆逐艦。一等駆逐艦初春型の4番艦である。太平洋戦争緒戦では南方作戦・蘭印作戦に従事、以降は北方戦線で行動した。坊ノ岬沖海戦からも生還したが、終戦直前に触雷して沈没した。この名を持つ日本海軍の艦船としては神風型駆逐艦 (初代)「初霜」に続いて2隻目となる。

## 艦歴
1932年（昭和7年）10月1日、日本海軍は浦賀船渠株式会社に駆逐艦1隻の建造を命じた。12月10日、正式に初霜と命名した。また姉妹艦2隻（有明、夕暮）等も命名された。
浦賀船渠で1933年（昭和8年）1月31日に起工。同年10月31日、初霜進水式の最中に事故が発生、浦賀船渠は進水を中止する。
11月4日に進水式をやりなおした。建造途中で同型艦初春の復元性能不良が判明し、改善工事を施す。
1934年（昭和9年）2月1日、松原博少佐は初霜艤装員長に任命される。2月12日、浦賀船渠に初霜艤装員事務所を設置する。
初霜は9月27日に竣工。同日附で初霜艤装員事務所は撤去。松原少佐も初霜初代駆逐艦長となる。同年11月15日、松原は海軍軍務局局員へ転任（後日、松原は阿賀野型軽巡洋艦1番艦阿賀野艦長、翔鶴型航空母艦1番艦翔鶴艦長等を歴任）。後任の初霜駆逐艦長は宮坂義登少佐（佐世保鎮守府参謀）となった。
1935年（昭和10年）10月15日、宮坂（初霜艦長）は砲艦嵯峨艦長へ転任（後日、宮坂は駆逐艦漣や電艦長を経て第十八駆逐隊司令）。後任の初霜駆逐艦長は、睦月型駆逐艦7番艦文月駆逐艦長山田雄二少佐となる。
1936年（昭和11年）12月1日、山田（初霜艦長）は白露型駆逐艦9番艦江風艤装員長へ転任（翌年4月、江風初代駆逐艦長。1942年8月28日、第二十駆逐隊司令として戦死）。後任の初霜駆逐艦長は鈴木正金少佐。
1937年（昭和12年）12月1日、鈴木（初霜艦長）は連合艦隊参謀（第一艦隊参謀兼務）へ転任。後任の初霜駆逐艦長は、樅型駆逐艦17番艦蓮駆逐艦長塚本守太郎少佐となる。
1938年（昭和13年）1月12日、初春型3番艦若葉艦長澤村成二少佐は初春型6番艦夕暮艦長に転任。これに伴い、塚本（初霜艦長）は、初霜および若葉の艦長兼務を命じられた。12月1日、睦月型駆逐艦10番艦「三日月」艦長大島一太郎少佐が若葉駆逐艦長に任命される。同日附で塚本（初霜艦長）も艦長兼務を解かれた。
1939年（昭和14年）10月16日、塚本（初霜艦長）は睦月型8番艦長月駆逐艦長へ転任（後日、塚本は朝潮型駆逐艦7番艦夏雲艦長。サボ島沖海戦で夏雲沈没時に戦死）。後任の初霜駆逐艦長は文月および長月駆逐艦長を兼務していた本倉正義少佐となる。
1940年（昭和15年）8月20日、初霜駆逐艦長は本倉から睦月型9番艦菊月駆逐艦長浜中脩一少佐に交代する（翌年4月、本倉は吹雪型夕霧駆逐艦長、陽炎型駆逐艦10番艦時津風沈没時艦長、夕雲型駆逐艦13番艦浜波艦長等を歴任）。
1941年（昭和16年）9月10日、浜中（初霜艦長）は白露型駆逐艦8番艦山風駆逐艦長へ転任。後任の初霜駆逐艦長は古浜智少佐となる。初霜は古浜駆逐艦長の指揮下で太平洋戦争を迎えた。

### 南方作戦
太平洋戦争開戦時には、第一水雷戦隊第二十一駆逐隊（若葉、初春、子日、初霜）に所属し、内海西部で対潜掃蕩に従事した。
1942年（昭和17年）1月、輸送船団を護衛しフィリピンのダバオへ進出した。1月24日、海軍はスラウェシ島ケンダリの攻略を実施。第一根拠地部隊指揮官久保九次少将が攻略部隊の指揮官となって軽巡「長良」を旗艦とし、第十五駆逐隊（夏潮、黒潮、親潮、早潮）、第十六駆逐隊（雪風、時津風、天津風、初風）、第二航空部隊（水上機母艦千歳、瑞穂）等がケンダリーを攻略する。25日早朝、久保少将の指揮下に入るためケンダリーに急行していた第二十一駆逐隊は、攻略部隊旗艦長良と遭遇。長良と21駆2番艦初春は衝突事故を起こし初春は大破、長良は小破した。長良はダバオへ単独回航、初春は1番艦若葉と3番艦子日に護衛されてダバオへ向かい、久保少将は長良が修理を終えて復帰するまでの間、第二十一駆逐隊4番艦だった初霜に将旗を掲げた。
その後、マカッサル攻略作戦、バリ島攻略作戦に参加。2月18-19日、バリ島攻略作戦に従事していた第八駆逐隊（司令阿部俊雄大佐）の朝潮型4隻（大潮、朝潮、荒潮、満潮）はカレル・ドールマン少将率いる連合軍艦隊(ABDA艦隊)の軽巡3隻・駆逐艦7隻と交戦、満潮大破・大潮小破に対し駆逐艦1撃沈・軽巡1中破・駆逐艦1小破の戦果をあげ、ABDA艦隊を撃退した（バリ島沖海戦）。久保少将指揮下の長良、第二十一駆逐隊（初霜、若葉、子日）は連合国軍艦隊が撤退した後の午前6時に戦場へ到着。各艦は第1グループ（朝潮、荒潮、満潮、子日）、第2グループ（若葉、大潮）、第3グループ（長良、初霜）にわかれ、空襲を受けながら21-22日にかけてスラウェシ島マカッサルへ帰投した。
バリ島攻略後の3月1日午前2時、第二十一駆逐隊（子日、若葉、初霜）と測量艦筑紫はバリ島とジャワ島間のバリ海峡を哨戒していた。そこへスラバヤ沖海戦で生き残ったアメリカ軍駆逐艦4隻アルデン、ジョン・D・エドワーズ、ジョン・D・フォード、ポール・ジョーンズがオーストラリアへの脱出をはかってバリ海峡へ到達。第二十一駆逐隊はアメリカ軍駆逐艦にふりきられ、敵艦の脱出を許した。
5月3日と4日、第二十一駆逐隊は四国南方から九州東岸で対潜掃討を行った。

### 北方での活動
第二十一駆逐隊は5月20日に北方部隊に編入され、軽巡洋艦「阿武隈」などとともにAQ攻略部隊（AQはアッツ）としてAL作戦（西部アリューシャン攻略作戦）に参加した。AQ攻略部隊は5月29日に川内湾を出撃。6月7日夜にアッツ島ホルツ湾外に到着し、8日には同島のチチャゴフを占領した。9日、「初霜」と「阿武隈」と駆逐艦「子日」はセミチ島の掃海及び基地調査を行った。6月10日にAQ攻略部隊の編制は解かれ、主隊（重巡洋艦「那智」ほか）への合流を命じられた「阿武隈」と第二十一駆逐隊（「子日」欠）は同日アッツ島を離れた。第二十一駆逐隊（「子日」欠）は6月13日にAOB攻略部隊（AOBはキスカ）に編入され、同日キスカ島到着。6月22日、第二十一駆逐隊はアガッツ島で水上機部隊（「神川丸」、「君川丸」ほか）と合流した。7月3日、「初霜」は、敵艦隊邀撃作戦中の部隊に合流。敵艦隊の出現はなく、その後部隊は横須賀または柱島に帰投した。「初霜」は温彌古丹海峡へ向かい、資材を運ぶ「白山丸」をそこから護衛して7月16日にキスカに到着。同日、「初霜」は出港し、7月23日に横須賀に着いた。また、7月10日に「阿武隈」、第六、第二十一駆逐隊で護衛隊が編成された。
8月2日に「初霜」と重巡洋艦「那智」は横須賀を出港し、8月6日に加熊別湾に着いた。8月8日、アメリカ艦隊がキスカ島を砲撃。北方部隊は幌筵に集結し、8月12日に北方部隊の主隊と護衛隊がアリューシャン方面へ向けて出撃した。しかし、同日日本の本土東方で不時着水偵を発見したとの報告があり、連合艦隊はアメリカ機動部隊出現と判断。北方部隊の主隊、護衛隊も南下して索敵に従事することとなった。しかし、結局なにも発見されず、北方部隊の主隊、護衛隊は8月16日に大湊に入港した。水偵発見は誤報であったものと思われる。
8月27日にアトカ島東部のナザン湾に敵巡洋艦等発見の報告があり、8月29日に北方部隊の主隊、護衛隊は大湊を出港したが、台風のため加熊別湾に入泊した。9月3日、陸軍部隊のアッツ島からキスカ島への移駐における輸送船護衛のため「初霜」と「若葉」はアッツ島へ向け出港。一方、同日「呂号第六十二潜水艦」が巡洋艦等の発見を報告し、「阿武隈」や第二十一戦隊などは再び出撃してアッツ島南西方面へ向かった。「初霜」と「若葉」もそれに合流し、輸送船は退避させられた。しかし、アメリカ艦隊は出現せず、移駐作戦再興のため9月7日に「初霜」と「若葉」は分離されてアッツ島へ向かった。2隻は9月9日にアッツ島に到着し、人員430名などをのせた「射水丸」をキスカ島まで護衛。続いて「初霜」は「長田丸」を護衛してアッツ島に向かい、それから「初霜」、「長田丸」、「駒橋」、「陽光丸」の4隻でキスカ島への輸送を行った。4隻は護衛の「第十四号駆潜艇」、「第十五号駆潜艇」とともに9月17日にアッツ島を出発し、翌日キスカ島に到着。同日、「初霜」は出港し、9月23日に大湊に帰着した。
監視艇からの敵味方不明の飛行機発見の報告を受けて9月30日に主隊および護衛隊は大湊から出撃するも、特に何もなかった。10月2日、大湊に帰着。
10月18日に「初春」は片岡湾に向けて大湊を発し、10月20日に到着。即日出港し、損傷した駆逐艦「初春」とそれを曳航する「若葉」と合流して護衛を行った。
10月末からアッツ島の再占領が行われた。そのために10月21日に第一水雷戦隊と軽巡洋艦「多摩」、「木曾」で挺身輸送部隊が編成された。挺身輸送部隊と主隊は加熊別湾に集結。10月27日から挺身輸送部隊は陸軍米川部隊主力をアッツ島へ輸送した。陸軍部隊を乗せるのは巡洋艦3隻で、第二十一駆逐隊は警戒隊であった。10月26日に挺身輸送部隊は出撃したが、荒天のため「初春」で行方不明者が9名発生。翌日あたらめて挺身輸送部隊は主隊と共に出撃し、10月29日夜に揚陸を行って11月1日に片岡湾に帰投した。11月7日から「初霜」、「若葉」、「薄雲」は北海守備隊司令部（68名）などを幌筵からキスカ島へ輸送。11月10日にキスカ島に着き、11月13日に片岡湾着。続いてアッツ島への増強部隊の輸送、およびセミチ占領作戦が行われ、「初霜」は後者に参加した。セミチ攻略部隊は「初霜」、「多摩」と陸軍輸送船「もんとりーる丸」、「八幡丸」でD船団と称され、11月24日に片岡湾を出港した。しかし、アッツ島で陸軍輸送船「ちえりぼん丸」が空襲にあい沈没したことでセミチ攻略は延期となり、D船団は引き返して12月2日に片岡湾に戻った。
11月28日附で初霜駆逐艦長は、11月10日まで神風型駆逐艦5番艦旗風駆逐艦長だった入戸野焉生少佐に交代する。
12月7日、「初霜」は大湊入港。翌日、特設水上機母艦「君川丸」とともに横須賀へ向かい、12月9日に到着。その後、横須賀で載せた水上機をアッツ島へ輸送する「君川丸」を護衛。12月16日に「君川丸」とともに横須賀を発し、12月20日に片岡湾着。12月23日に「君川丸」を護衛して出撃し、12月25日にアッツ島に到着して輸送を完了した。
1943年1月4日に「初霜」は入渠修理のため佐世保へ向けて大湊を出港し、1月6日に到着。佐世保での入渠の際、40mm単装機銃2基から25mm連装機銃2基へ換装が行われた。
1月31日に佐世保を発し、2月4日に柏原湾に着いた。2月10日、「木曾」とともに「崎戸丸」を護衛してキスカ島へ向けて幌筵より出港。しかし、「崎戸丸」の舵機故障により引き返した。2月13日、第十四船団として「崎戸丸」と「春幸丸」を「木曾」、「若葉」とともに護衛してキスカ島へ向けて幌筵より出航。しかし、アメリカ水上部隊が出現しアッツ島に対する艦砲射撃があったことから、輸送は断念され船団は引き返した。

1943年（昭和18年）3月、第二十一駆逐隊（初霜、若葉）は重巡2隻（那智、摩耶）の直衛としてアッツ島沖海戦に参加。日本艦隊（那智《第五艦隊旗艦》、摩耶、多摩、阿武隈《第一水雷戦隊司令官森友一少将座乗》、若葉、初霜、雷）の稚拙な指揮や砲戦・雷撃戦により米艦隊撃破の機会を逃した。
アッツ島沖海戦で「初霜」は18000メートルの距離で魚雷5本を発射した。また、12.7cm砲の発砲は6発であった。
輸送船の護衛のため海戦に参加できなかった電は第五艦隊の戦闘を酷評している。アッツ島への増援輸送船団は反転を余儀なくされ、第五艦隊司令長官細萱戊子郎中将は解任（後日、予備役編入）。本海戦はアッツ島玉砕の遠因となった。
ひきつづき北方で行動する第二十一駆逐隊は第五艦隊・第一水雷戦隊に編入され、内地と千島間の船団護衛に従事。
「初霜」は「若葉」や重巡洋艦「那智」、「摩耶」とともに3月31日に横須賀へ向かい、4月3日に「初霜」と「若葉」は横須賀に到着。同地で修理が行われた。
6月6日、第一水雷戦隊司令官森友一少将が急病で倒れ、6月8日附で木村昌福少将が同水雷戦隊司令官となる。7月、第二十一駆逐隊はキスカ島撤退作戦に加わる。第一水雷戦隊（司令官木村昌福少将）の指揮のもと、収容部隊（阿武隈、木曾、島風、響、朝雲、薄雲、長波、秋雲、夕雲、風雲、若葉、初霜、五月雨）、主隊（多摩）、燃料補給部隊（国後、日本丸）という戦力が集結、撤退作戦は無事に完了した。本作戦従事中の7月26日、濃霧により海防艦国後、軽巡阿武隈、駆逐艦初霜、若葉、長波の多重衝突事故が起きる。損傷により若葉は帰投を余儀なくされ、また速力低下をきたした初霜も日本丸護衛にまわされた。このため初霜はキスカ島での陸兵救出作業には従事していない。初霜は幌筵で応急修理後、千島方面の船団護衛に従事した。
11月17日、入戸野（初霜艦長）は陽炎型駆逐艦19番艦秋雲駆逐艦長へ転任（入戸野は、翌年4月11日に「秋雲」が米潜水艦レッドフィンに撃沈された際、戦死）。後任の初霜駆逐艦長は、11月2日まで神風型4番艦松風駆逐艦長だった滝川孝司少佐となる。

### 昭和19年の戦い
1944年（昭和19年）1月より、初霜は空母「雲鷹、千歳、瑞鳳、龍鳳」などの護衛に従事した。6月18-20日、マリアナ沖海戦に補給部隊の護衛艦として参加する。6月20日、補給部隊は護衛艦（卯月、雪風、夕凪、初霜、響、栂）と油槽船（速吸、日栄丸、国洋丸、清洋丸）という編制で行動中、アメリカ軍機動部隊艦載機の空襲を受けた。油槽船2隻（清洋丸、玄洋丸）が被弾炎上。卯月は玄洋丸を砲撃で、雪風は清洋丸を雷撃で処分した。
日本本土に帰投した初霜は、内海西部を拠点として船団護衛の任務を実施した。
8月25日、初霜駆逐艦長は酒匂雅三少佐（峯風型駆逐艦2番艦澤風駆逐艦長）に交代する。
10月中旬、第二遊撃部隊（指揮官志摩清英中将/第五艦隊司令長官：重巡《那智、足柄》、軽巡《阿武隈》、駆逐艦《潮、曙、霞、不知火、若葉、初春、初霜》）は、台湾沖航空戦の大勝利にともなう残敵掃蕩を命じられた。ところが大損害を被ったはずのアメリカ軍機動部隊は健在であり、重巡那智、足柄以下主隊と合流した第二十一駆逐隊（若葉、初春、初霜）は、奄美大島を経由して台湾へ退避した。
10月22日、第二十一駆逐隊（若葉、初春、初霜）は台湾からマニラへの基地航空部隊物件輸送任務に就き、23日マニラ着。志摩艦隊本隊へ合流するためスルー海を南下中の10月24日、パナイ島西方で第二十一駆逐隊は米艦載機の攻撃を受けた。直撃弾を受けた若葉が沈没し、第二十一駆逐隊司令駆逐艦は初春に変更となった。初霜もアメリカ軍機8機の奇襲を受け、二番砲塔左舷に小型爆弾が命中して損傷した。初霜戦死者5名、重傷者7名、軽傷者14名と記録されている。
石井汞司令は初春、初霜のマニラ撤退を決断。2隻と合流できなかった志摩艦隊は那智、足柄、阿武隈、霞、不知火、曙、潮という戦力でレイテ湾へ突入し、レイテ沖海戦スリガオ海峡夜戦および掃蕩戦により阿武隈、不知火を喪失している。第二十一駆逐隊は25日朝にマニラ港で補給と負傷者の陸揚を実施。本隊を追って26日にブスアンガ島コロン泊地に入港した。
マニラ湾のカビテ軍港で修理した後、初霜は木村昌福少将（旗艦霞）の指揮下で第二次多号作戦に参加。輸送船4隻（能登丸、香椎丸、金華丸、高津丸）を海防艦（沖縄、占守、海防艦11号、13号）と駆逐艦6隻（霞、沖波、曙、潮、初春、初霜）が護衛していた。空襲により輸送船能登丸が沈没したが、輸送作戦は成功した。
同時期、マニラ港に停泊中の各艦は連日おこなわれるアメリカ軍機の空襲により、第五艦隊だけでも3隻（那智《5日沈没》、初春《13日沈没》、曙《13日沈没》）を喪失した。11月13日深夜、残存艦艇（霞、初霜、朝霜、潮、竹）はマニラを出港する。初霜には第五艦隊司令部が便乗しており、ブルネイ着後の志摩中将は足柄に移乗して将旗を掲げた。
11月15日附で第二十一駆逐隊に白露型駆逐艦時雨が編入された。11月20日、第一水雷戦隊は解隊され、第二十一駆逐隊（初霜、時雨）は第二水雷戦隊に所属することになった。当時の「霞、初霜」は戦艦榛名（シンガポールで座礁、最大速力18ノット）を護衛して台湾へ移動した。カムラン湾に戻って第二水雷戦隊主力と合同。12月18日、霞、初霜、千振(海防艦)は米潜水艦の雷撃で大破した重巡妙高(重巡羽黒によって曳航中）のシンガポール回航を護衛することになった。12月20日、礼号作戦が発動される。ところが護衛していた空母雲龍を撃沈された時雨は佐世保へ帰投した為、礼号作戦参加予定の駆逐艦は2隻（清霜、朝霜）のみとなった。南西方面艦隊は妙高護衛任務から駆逐艦1隻を引き抜くよう命じ、木村二水戦司令官は霞を選んだ。霞分離後の妙高、羽黒、初霜、千振は12月25日にシンガポールへ到着、こうして羽黒、初霜は礼号作戦に参加できなかった。

### 昭和20年の戦い
1945年（昭和20年）1月4日、木村昌福少将の後任として古村啓蔵少将が着任、第二水雷戦隊司令官となる。1月24日、ヒ87船団を護衛してシンガポール方面へ進出中の時雨が沈没した。初霜はシンガポールに移動後、北号作戦に参加する。駆逐艦3隻（霞、初霜、朝霜）は航空戦艦2隻（伊勢、日向）、軽巡大淀を護衛して内地に帰投した。2月10日、夕雲型駆逐艦朝霜は第二十一駆逐隊に編入された。3月10日、「時雨」の除籍と共に満潮型駆逐艦霞が第二十一駆逐隊に編入された。第二十一駆逐隊は朝霜、霞、初霜という編制で坊ノ岬沖海戦に参加した。
4月6日、第二水雷戦隊（司令官古村啓蔵少将：旗艦矢矧）は戦艦大和（第二艦隊司令長官伊藤整一中将座乗）とともに沖縄水上特攻作戦に参加した。4月7日の戦闘で、各艦は大和を中心とした輪形陣を形成、初霜の配置は大和の左舷斜め後方である。激しい空襲により第二十一駆逐隊の司令駆逐艦朝霜が沈没し駆逐隊司令小滝久雄大佐以下総員戦死、僚艦霞が航行不能となった（乗員を冬月に収容後、自沈処理）。第十七駆逐隊からは浜風が轟沈した。空襲の最中、通信機能を喪失した大和は初霜に通信代行を依頼した。初霜に乗船していた士官は「敵の攻撃は大和に集中し、特に大和に近接した初霜は殆ど攻撃らしい攻撃を受けなかった」、「7万トンの巨艦の横に並んだ2、3千トンの駆逐艦など問題にもならなかったのだろう」と、通信代行として大和に隣接した事が幸いしたと述べている。魚雷が1本艦底を通過する幸運にも恵まれた。午後2時20分前後に大和は沈没し、第四十一駆逐隊司令吉田正義大佐が冬月から残存艦の指揮をとった。初霜の損害は軽傷者3名のみで、他に被害はなかった。一方で、海上自衛隊佐世保地方総監部所管の名簿によれば本海戦における初霜の戦没者は7名とある。各艦は沈没艦の生存者救助を開始。初霜は午後3時前後から浜風生存者救助に従事、256名を救助した。続いて冬月、雪風、初霜は沈没した二水戦旗艦矢矧の生存者の救助を開始、初霜は矢矧乗組員57名、冬月は同276名、雪風は同156名を救助した。
大和の高角砲に撃墜されたアメリカ海軍第三十雷撃中隊第二分隊副隊長のディラニー中尉が部下2名と共にパラシュートで機から脱出し、海面への着水に成功した。ディラニー中尉は救命筏（アメリカ軍パイロットの救命チョッキは空気により膨らみ筏となる構造だった）にしがみ付き約二時間漂流した後、味方のPBM（マーチン飛行艇）2機に発見されたが、この時近くの海上に冬月と初霜がいた。2機の内、スイムス大尉が機長を務めるPBMが対空砲火からディラニー中尉を逸らすため危険を犯し日本艦隊の方向に飛んで行き、もう1機のヤング大尉機は水上滑走しながら着水してディラニー中尉の救助に当たった所、これを見た日本の駆逐艦が12.7cm主砲による砲撃を加えた。第二水雷戦隊戦時日誌によれば冬月が発砲したとあり、大和生存者も冬月がPBMへ発砲する場面を目撃した。
一方の初霜では発砲したと言う将兵らの証言が残っており、酒匂艦長は「やってるな、と救助活動に感心したが、シャクなので砲術長に追い払えと言ってぶっ放した」、「あれ（飛行艇）を追っ払えと命じ、落とせとは一切言わなかった」と述べ、艦長の命令を受け発砲した福井砲術長は、無抵抗な日本兵の生存者には機銃掃射を浴びせる反面、自国のパイロットを救助するアメリカ軍の行動に腹を立てていたと述べている。同じく初霜の松井中尉も「射程距離外であった事はわかっていたが威嚇のため2、3発撃った」と証言している。
アメリカ側では、ディラニー中尉の証言に「（駆逐艦は）射撃しながら接近してきた」とあり、ヤング大尉機の搭乗員の証言に「日本の駆逐艦の主砲弾は飛行艇に向かって泳ぐディラニー中尉の200ヤード以内に落ちていた」とある。2機のマーティン飛行艇はディラニー中尉を急ぎ収容すると、彼の部下2名を発見できないまま救助作業を打ち切って発進し、離脱際に航行不能状態の涼月に対して機銃掃射を浴びせた。
第二水雷戦隊司令官古村啓蔵少将は初霜に救助されると、そのまま本艦を第二水雷戦隊旗艦とする。このため、遊撃部隊の指揮権は冬月から初霜へ移った。古村司令官が初霜に将旗を掲げた頃、第十七駆逐隊司令艦磯風は航行不能となっていた。12時32分の空襲開始から約10分後に第二水雷戦隊旗艦の軽巡洋艦矢矧は被雷、13時前には航行不能となった。このため磯風は古村司令官と第二水雷戦隊司令部を移乗させるため幾度も矢矧に接近を試みており、そのため矢矧の巻き添えとなって被弾したのである。15時35分に磯風は初霜に対し速力12ノットを報告、帰路誘導を依頼していた。17駆僚艦の雪風が磯風の救援におもむき合流した。その後、古村司令官（初霜座乗）は磯風の曳航許可を求める第十七駆逐隊司令部に対し、磯風の放棄と自沈を命令する。
翌日の再空襲や潜水艦の襲撃により、更に被害が増えることを避ける為とされる。
22時40分、初霜からの下令に従い雪風は姉妹艦の磯風を砲撃で処分した。これにより陽炎型駆逐艦5隻（雪風、磯風、浜風、浦風、谷風）が所属した第十七駆逐隊は雪風1隻となった。また古村司令官は初霜より冬月に対し涼月の護衛を命じるが、同時に『状況によっては涼月を処分しても差支なし』と下令していた。だが涼月は冬月に遭遇せず、単艦で佐世保への航海を続けた。酒匂(初霜艦長)の回想では初霜が涼月の後方について針路を指示したとするが、涼月側では大和沈没直後に『たまたま近づいてきた駆逐艦（雪風か初霜）』から方位を教えて貰っただけとしている。翌日、二水戦残存艦（初霜、雪風、冬月）は佐世保に帰投。その後、行方不明とされていた涼月も辛うじて同港へ帰還した。
なお、吉田満著『戦艦大和ノ最期』では初霜救助艇の指揮官が、沈没艦生存者救助の際に『軍刀で生存者の手首を切った』という記述が存在する。しかし、2005年（平成17年）4月7日、『朝日新聞』の「天声人語」でこの行動について書かれると、同年6月20日『産経新聞』朝刊一面に松井一彦(初霜短艇指揮官)の反論が掲載された。戦闘詳報によれば大和の救助を行った艦は雪風と冬月である。初霜は浜風の乗組員救助中のため大和救助には従事しておらず、記述に矛盾が生じている。
4月20日、初霜の艦上で解散式が行われ、第二水雷戦隊は解隊された。同日附で初霜は第二十一駆逐隊から、磯風、浜風を喪失したばかりの第十七駆逐隊に編入され、同隊は2隻（雪風、初霜）となった。なお坊ノ岬沖海戦時の17駆司令新谷喜一郎大佐は4月15日附で呉鎮守府附となっている。
5月10日、第二十一駆逐隊は除籍された。
5月15日、17駆（雪風、初霜）は佐世保から舞鶴へ移動する。5月下旬には阿賀野型軽巡洋艦4番艦酒匂（第十一水雷戦隊旗艦）も舞鶴に到着した。
6月、初霜は宮津湾で砲術学校練習艦となった。
7月1日、第十一水雷戦隊司令官は高間完少将から松本毅少将へ交代。だが7月15日、第十一水雷戦隊は解隊された。十一水戦先任参謀松原瀧三郎大佐（駆逐艦五月雨艦長、第二水雷戦隊参謀《多号作戦時島風乗艦》等を歴任）は第十七駆逐隊司令に任命される。松原司令は雪風を司令駆逐艦に指定した。

### 最期

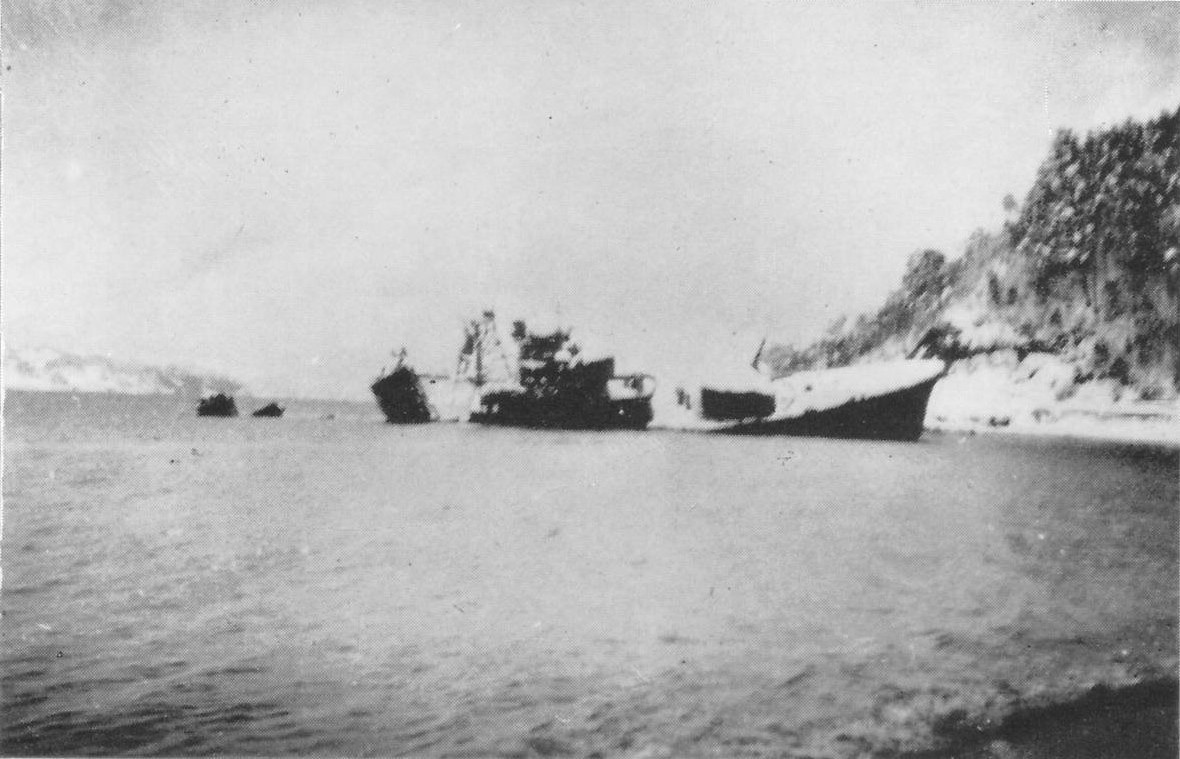
宮津湾において擱座した初霜。1947年。

7月末、 B-29爆撃機が宮津湾に飛来して投下した機雷で湾口を封鎖する。初霜と雪風の2隻は狭い湾内で袋の鼠となった。7月30日、舞鶴方面をアメリカ軍機が空襲した。早朝5時に空襲警報が発令されると松原司令は塵下の二艦に機関の二十四ノット即時待機を命じる。酒匂艦長と山西掌帆員の証言によると初霜は直ぐに出航し、蛇行運航で対空戦闘を行ったとあるが、光内機関員や原口砲術員の証言によると前日に上陸日だった船員がまだ初霜に戻っておらず、総員配置は完了していなかったとあり、藤本砲術長の証言でも初霜では抜錨出港は行わない事に決めたとある。原口砲術員が空襲警報のサイレンで桟橋に着いた時には初霜の船員たちが集まっていて、「砲術員より先に」の命に従って迎えのボートで順次艦に戻ったと言う。

6時半、敵の第一波15機、第二波20機が来襲。初霜は急降下爆撃と機銃掃射を受けて指揮所が破壊され負傷者多数。艦橋では酒匂艦長と航海長が機銃掃射を受けて重傷を負った。更に至近弾により第三兵員室に破孔、浸水が生じ、前田掌帆長と山西掌帆員が破孔に木栓を打ち込んだが処置できず、区割防水を施した。光内機関員らは敵機の襲撃の最中ようやく迎えのカッターで初霜に帰艦できたが、その時には至近弾により艦が傾き始めていたと言う。

敵機が去ると空襲警報が一時解除されたので、初霜主計科では日課である食料の補給の準備を始める。早朝から警報の情勢下で兵科員を補給作業に割けなかったため、狩生主計員は機関科の若い兵6名と共に慣れないボートを漕いで陸に向かった。

10時、敵の第三波30機が来襲する。「座して受けるに堪えず」と藤本砲術長ら健在な船員は重傷の艦長から許可を受け出港の用意を始める。対空防御を行いつつ艦首を湾口に向けて出港、湾外に出ようとした時、艦中部付近に機雷の爆発を受けて機関室付近に甚大な被害を負う。初霜の後甲板は波で洗われ右舷に30度傾斜した。10時30分、乗員は初霜の艦体沈下を避けるため獅子崎付近に艦首を擱座する。補給のため艦を離れた狩生主計員は陸地からこの光景を目撃した。初霜は舷梯を下げたままで発進し、驚く狩生主計員らが見守る中、次第に速度を上げて行ったが、大爆音と共に空高く吹き上がった泥混じりの水柱の中に艦影は消失。再び初霜の姿を確認できた時は、艦体は中央から折れ、後半は海中に、前半は砂浜に横壁を埋め、艦首を斜めに高く上げた状態だったと言う。初霜の沈座を見た雪風は、敵の攻撃が途絶えた隙に田中二曹ら4名の兵を内火艇で出撃させ、初霜へ救援物資を届けると共に負傷兵の救助に当たらせた。

藤本砲術長らは機銃等を陸地に下して陣を敷いて対空戦闘を継続したが、12時10分に艦尾付近で大爆発が起こる。陸地に兵を移していたためこの爆発での死傷はなかったが、初霜の艦尾は粉砕された。2度目の爆発は艦尾に搭載していた爆雷の誘爆とみられる。この戦闘で初霜の戦死者は15人、負傷者は100人だった。
8月15日（終戦の日）、第十七駆逐隊は解隊され、初霜は第四予備艦に指定された。初霜の残骸は終戦後に解体された。
尚、初霜の最期について、伊藤正徳の著書に「宮津湾の空襲の後、舞鶴への航海の途中で敷設された機雷に雪風が接触したが、その機雷は何回かの接触の後に轟発する回数機雷と呼ばれるもので、最初に回数機雷に接触した雪風は平気で済んだが、その後に接触した初霜は轟沈した」とある。

上述の通り初霜は宮津湾の空襲の際、機雷の爆発を受けて大破、擱座し、同湾内にて解体されており、伊藤の著書にある初霜の轟沈についての記述は事実ではない。

宮津湾空襲の後、雪風が舞鶴への航海途中で回数機雷に接触したのは終戦後の昭和20年8月18日の出来事で、この時雪風に後続していたのは初霜ではなく潜水母艦長鯨であり、雪風が回数機雷に触れたが、雪風と長鯨のちょうど中間で機雷が爆発したため、両艦とも無事で済んでいる。

## 歴代艦長
艤装員長
1. 松原博 少佐：1934年2月1日[9] - 1934年9月27日[13]

駆逐艦長
1. 松原博 少佐/中佐：1934年9月27日[13] - 1934年11月15日[14]
2. 宮坂義登 少佐：1934年11月15日[14] - 1935年10月15日[16]
3. 山田雄二 少佐/中佐：1935年10月15日[16] - 1936年12月1日[18]
4. 鈴木正金 少佐：1936年12月1日[19] - 1937年12月1日[20]
5. 塚本守太郎 少佐：1937年12月1日[21] - 1939年10月15日[24]
6. 本倉正義 少佐：1939年10月15日[24] - 1940年8月20日[25]
7. 濱中脩一 少佐：1940年8月20日[25] - 1941年9月10日[29]
8. 古濱智 少佐：1941年9月10日[31] - 1942年11月28日[78]
9. 入戸野篶生 少佐：1942年11月28日[78] - 1943年11月11日[101]
10. 瀧川孝司 少佐：1943年11月11日[101] - 1944年8月25日[107]
11. 酒匂雅三 少佐：1944年8月25日[107] - 1945年9月22日[202]

## ギャラリー

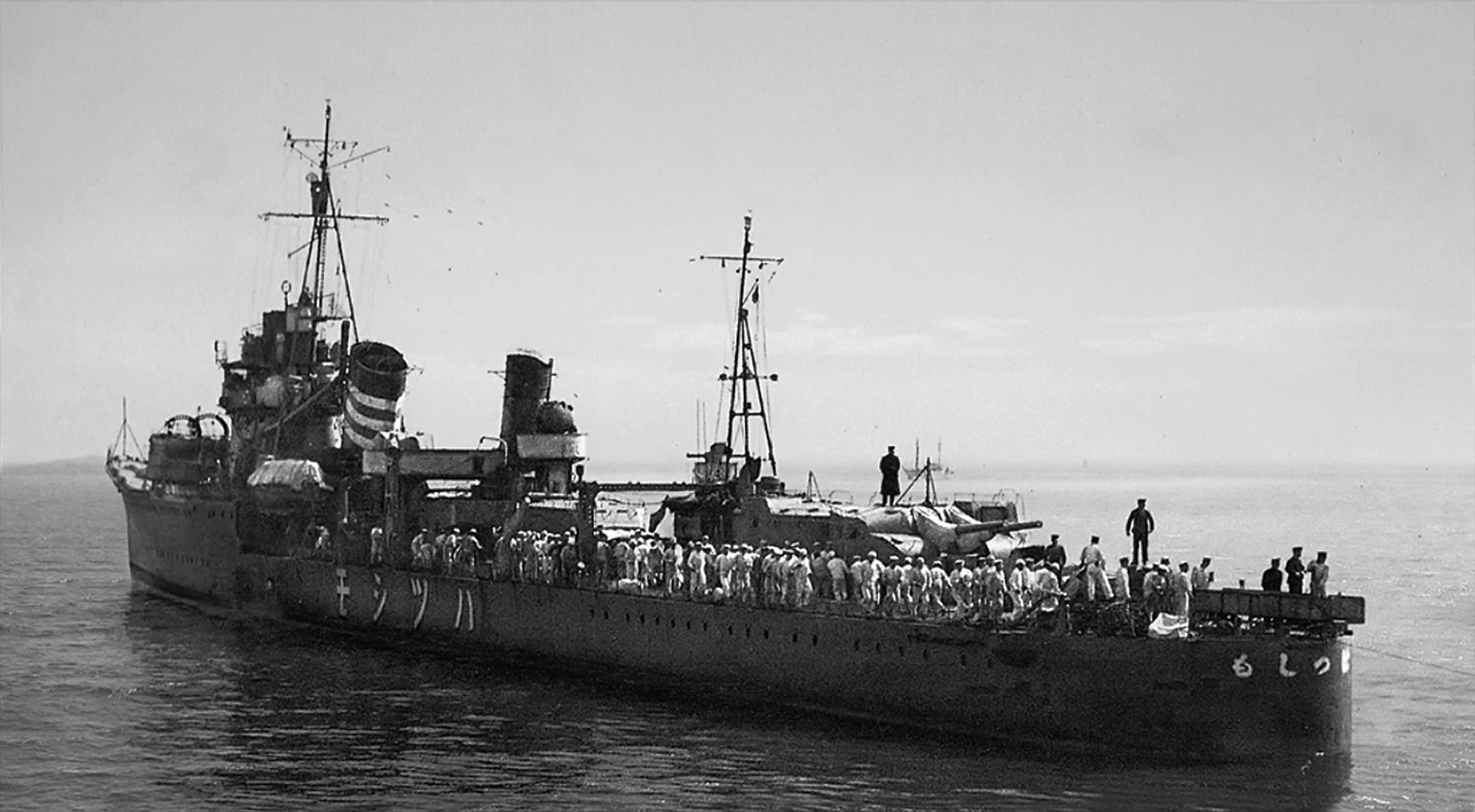
1941年より前の撮影。「ハツシモ」の艦名が確認できる
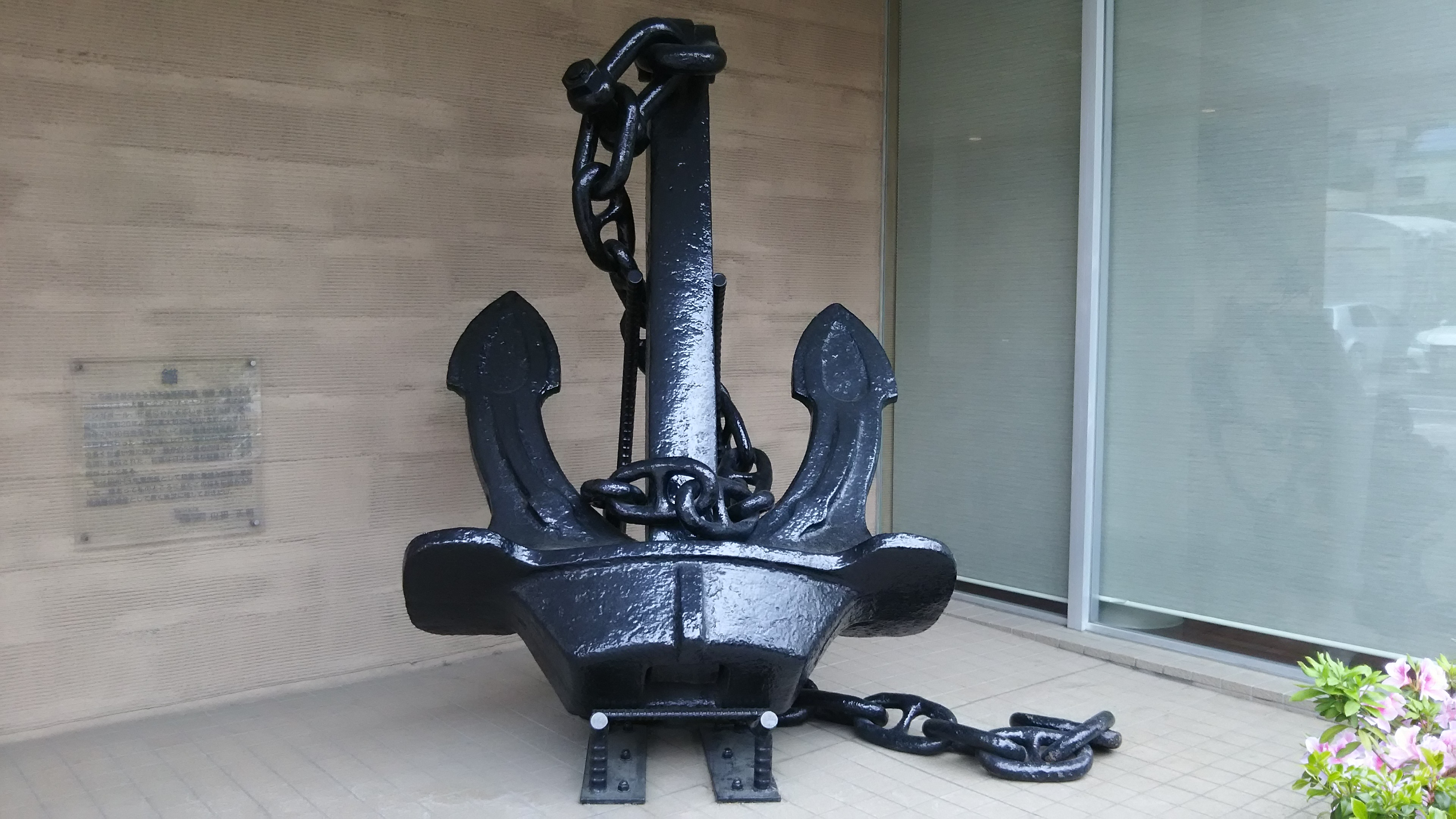
初霜錨（東京都墨田区・山田記念病院）
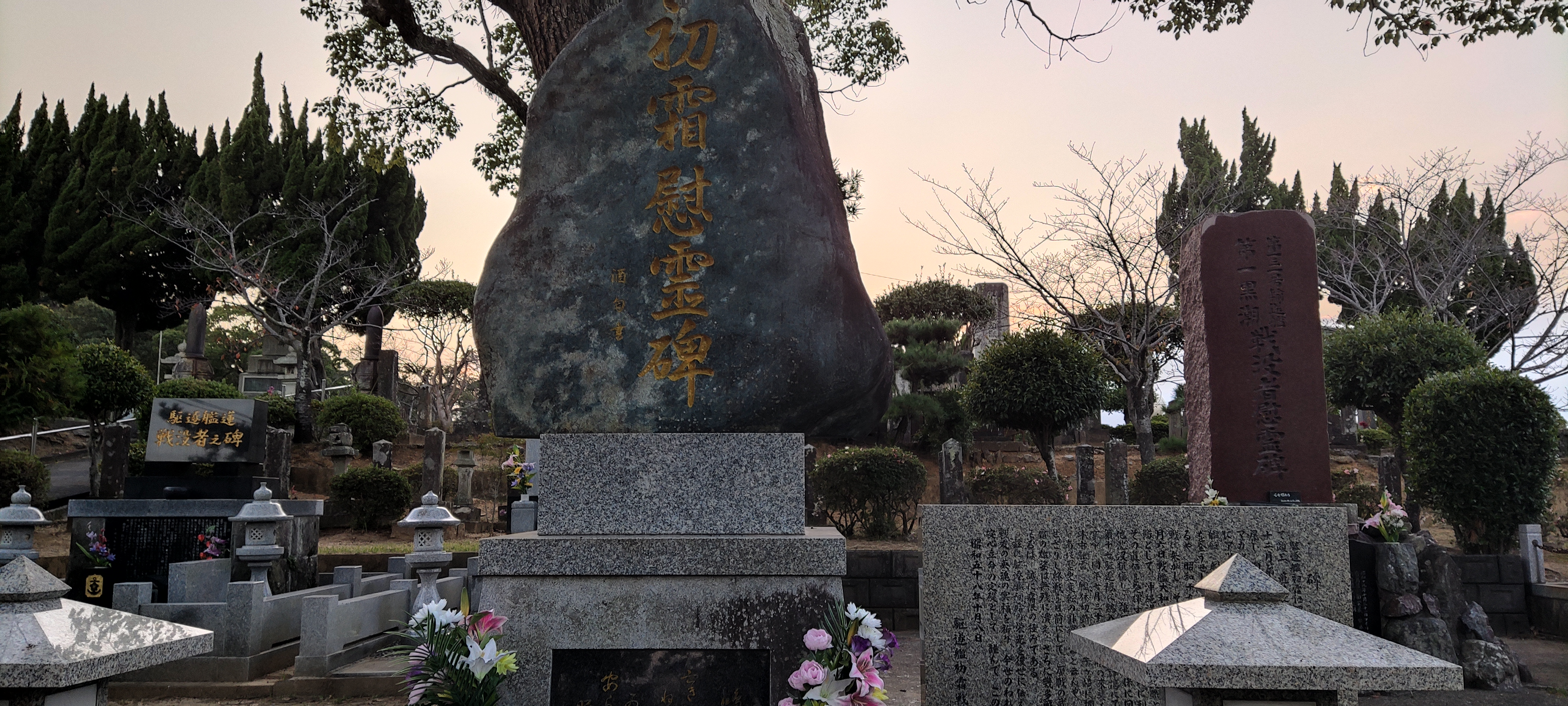
初霜慰霊碑（佐世保海軍墓地）

## その他
- 東京都墨田区の山田記念病院に初霜の錨が保存・展示されている。これは当時、初霜の軍医だった病院創立者の山田正明が、解体後に引き取ったものである。